# Kyle Emanuel
Kyle Emanuel (Schuyler, 16 agosto 1991) è un giocatore di football americano statunitense che milita nel ruolo di linebacker per i Las Vegas Raiders della National Football League (NFL).

## Carriera

### San Diego Chargers
Dopo avere giocato al college a football alla North Dakota State University, Emanuel fu scelto nel corso del quinto giro (153º assoluto) del Draft NFL 2015 dai San Diego Chargers. Debuttò come professionista partendo come titolare nella gara del primo turno contro i Detroit Lions in cui mise a segno un sack e un intercetto su Matthew Stafford. La sua stagione da rookie si chiuse con 25 tackle, un sack e un intercetto in 15 presenze, tre delle quali come titolare.

### Las Vegas Raiders
Il 23 agosto 2020 Emanuel firmò con i Las Vegas Raiders.

## Statistiche
| Partite totali      | 15  |
| Partite da titolare | 3   |
| Tackle totali       | 25  |
| Sack                | 1,0 |
| Intercetti          | 1   |
| Fumble forzati      | 0   |

Statistiche aggiornate alla stagione 2015